# Ung Thị Xuân Hương
Ung Thị Xuân Hương (sinh ngày 4 tháng 6 năm 1964) là nữ thẩm phán trung cấp người Việt Nam. Bà nguyên là Thành ủy viên, Chánh án Tòa án nhân dân Thành phố Hồ Chí Minh. Bà nghỉ hưu từ tháng 7 năm 2019.

## Xuất thân và giáo dục
Ung Thị Xuân Hương sinh ngày 4 tháng 6 năm 1964, quê quán ở xã Thới Hòa, huyện Bến Cát, tỉnh Bình Dương. Bà hiện cư trú tại phường Tây Thạnh, quận Tân Phú, Thành phố Hồ Chí Minh.
Bà có bằng Thạc sỹ Luật và Cử nhân Chính trị.

## Sự nghiệp
Từ năm 1988 đến năm 2014 bà công tác ở các cơ quan trong ngành Tư pháp Thành phố Hồ Chí Minh, lên đến chức Giám đốc Sở Tư pháp Thành phố Hồ Chí Minh.
Cụ thể, từ tháng 10 năm 1988 đến tháng 6 năm 1995, bà công tác ở Trường Cán bộ Pháp lý thuộc Sở Tư pháp thành phố Hồ Chí Minh, là cán bộ giáo vụ.
Từ tháng 7 năm 1995 đến tháng 3 năm 1997, bà là chuyên viên Phòng Tổ chức Sở Tư pháp thành phố Hồ Chí Minh.
Ngày 5 tháng 7 năm 1995, bà gia nhập Đảng Cộng sản Việt Nam.
Từ tháng 4 năm 1997 đến tháng 11 năm 1999, bà là chuyên viên Phòng Văn bản Pháp quy thuộc Sở Tư pháp thành phố Hồ Chí Minh.
Từ tháng 12 năm 1999 đến tháng 5 năm 2004, bà là Phó Trưởng phòng Văn bản Pháp quy thuộc Sở Tư pháp thành phố Hồ Chí Minh, Đảng ủy viên Đảng ủy Sở Tư pháp Thành phố Hồ Chí Minh.
Từ tháng 6 năm 2004 đến tháng 10 năm 2008, bà là Trưởng phòng Văn bản Pháp quy thuộc Sở Tư pháp thành phố Hồ Chí Minh, Đảng ủy viên Đảng ủy Sở Tư pháp.
Từ tháng 11 năm 2008 đến năm 2014, bà là Phó Giám đốc Sở Tư pháp thành phố Hồ Chí Minh, Phó Bí thư Đảng ủy - Chủ nhiệm Ủy ban Kiểm tra Đảng ủy Sở Tư pháp, Ủy viên Ban Chấp hành Đảng bộ thành phố Hồ Chí Minh khóa 9, nhiệm kỳ 2010 - 2015.
Ngày 22 tháng 5 năm 2011, bà là ứng cử viên đại biểu Quốc hội Việt Nam khóa 13 ở đơn vị bầu cử số 8 Thành phố Hồ Chí Minh (gồm quận 12 và quận Gò Vấp) cùng với các ông Bùi Mạnh Hải và Lê Đông Phong và các bà Trần Thị Diệu Thúy và Phạm Khánh Phong Lan nhưng không trúng cử.
Từ năm 2012, bà là Giám đốc Sở Tư pháp thành phố Hồ Chí Minh.
Ngày 6 tháng 10 năm 2014, bà được Chánh án Tòa án nhân dân tối cao Việt Nam Trương Hòa Bình bổ nhiệm chức danh Thẩm phán trung cấp và chức vụ Chánh án Tòa án nhân dân Thành phố Hồ Chí Minh.
Từ ngày 1 tháng 7 năm 2019, bà Ung Thị Xuân Hương chính thức nghỉ hưu. Thay thế bà làm Chánh án Tòa án nhân Thành phố Hồ Chí Minh là ông Lê Thanh Phong.

### Chánh án Tòa án nhân dân Thành phố Hồ Chí Minh
Ngày 1 tháng 12 năm 2016, bà Ung Thị Xuân Hương cho triển khai việc mặc áo tay dài (áo thụng) dành cho thẩm phán để tăng tính trang nghiêm. Tháng 10 năm 2017, Tòa án nhân dân tối cao Việt Nam chính thức ban hành quy định mặc áo dài cho thẩm phán các cấp bắt đầu từ năm 2018.